# Sipogu (Batang Natal)
Sipogu is een bestuurslaag in het regentschap Mandailing Natal van de provincie Noord-Sumatra, Indonesië. Sipogu telt 663 inwoners (volkstelling 2010).